# العلاقات الإيرانية المالية
العلاقات الإيرانية المالية هي العلاقات الثنائية التي تجمع بين إيران ومالي.

## مقارنة بين البلدين
هذه مقارنة عامة ومرجعية للدولتين:
| وجه المقارنة                                              | إيران                    | مالي            |
| --------------------------------------------------------- | ------------------------ | --------------- |
| المساحة (كم2)                                             | 1.65 مليون               | 1.24 مليون      |
| عدد السكان (نسمة)                                         | 79.97 مليون              | 18.54 مليون     |
| الكثافة السكانية (ن./كم²)                                 | 48.47                    | 14.95           |
| العاصمة                                                   | طهران                    | باماكو          |
| اللغة الرسمية                                             | لغة فارسية               | لغة فرنسية      |
| العملة                                                    | ريال إيراني              | فرنك غرب أفريقي |
| الناتج المحلي الإجمالي (بليون دولار)                      | 439.51 مليار             | 15.29 مليار     |
| الناتج المحلي الإجمالي (تعادل القوة الشرائية) بليون دولار | 1.36 تريليون             | 35.69 مليار     |
| الناتج المحلي الإجمالي الاسمي للفرد دولار أمريكي          |                          | 724             |
| الناتج المحلي الإجمالي للفرد دولار أمريكي                 |                          | 1.60 ألف        |
| مؤشر التنمية البشرية                                      | 0.766                    | 0.419           |
| رمز المكالمات الدولي                                      | +98                      | +223            |
| رمز الإنترنت                                              | .ir،                     | .ml             |
| المنطقة الزمنية                                           | ت ع م+03:30، توقيت إيران | 00              |

## منظمات دولية مشتركة
يشترك البلدان في عضوية مجموعة من المنظمات الدولية، منها:
| علم المنظمة | اسم المنظمة                                                | تاريخ انضمام إيران | تاريخ انضمام مالي |
| ----------- | ---------------------------------------------------------- | ------------------ | ----------------- |
|             | مؤسسة التنمية الدولية                                      | 10 أكتوبر 1960     | 27 سبتمبر 1963    |
|             | الأمم المتحدة                                              | 24 أكتوبر 1945     | 28 سبتمبر 1960    |
|             | العملية المشتركة للاتحاد الأفريقي والأمم المتحدة في دارفور | ?                  | ?                 |
|             | منظمة التعاون الإسلامي                                     | ?                  | ?                 |
|             | منظمة الشرطة الجنائية الدولية                              | ?                  | ?                 |
|             | الفريق المعني برصد الأرض                                   | ?                  | ?                 |
|             | البنك الدولي للإنشاء والتعمير                              | 29 ديسمبر 1945     | 27 سبتمبر 1963    |
|             | الاتحاد البريدي العالمي                                    | ?                  | ?                 |
|             | منظمة حظر الأسلحة الكيميائية                               | ?                  | ?                 |
|             | مؤسسة التمويل الدولية                                      | 28 ديسمبر 1956     | 9 مايو 1978       |
|             | وكالة ضمان الاستثمار متعدد الأطراف                         | 15 ديسمبر 2003     | 22 أكتوبر 1992    |
|             | يونسكو                                                     | 6 سبتمبر 1948      | 7 نوفمبر 1960     |

## وصلات خارجية
- موقع وزارة الخارجية الإيرانية